# Catus
Catus är en kommun i departementet Lot i regionen Occitanien i södra Frankrike. Kommunen ligger i kantonen Catus som tillhör arrondissementet Cahors. År 2022 hade Catus 919 invånare.

## Befolkningsutveckling
Antalet invånare i kommunen Catus
| Referens: INSEE |